# Registreringsskyltar i USA

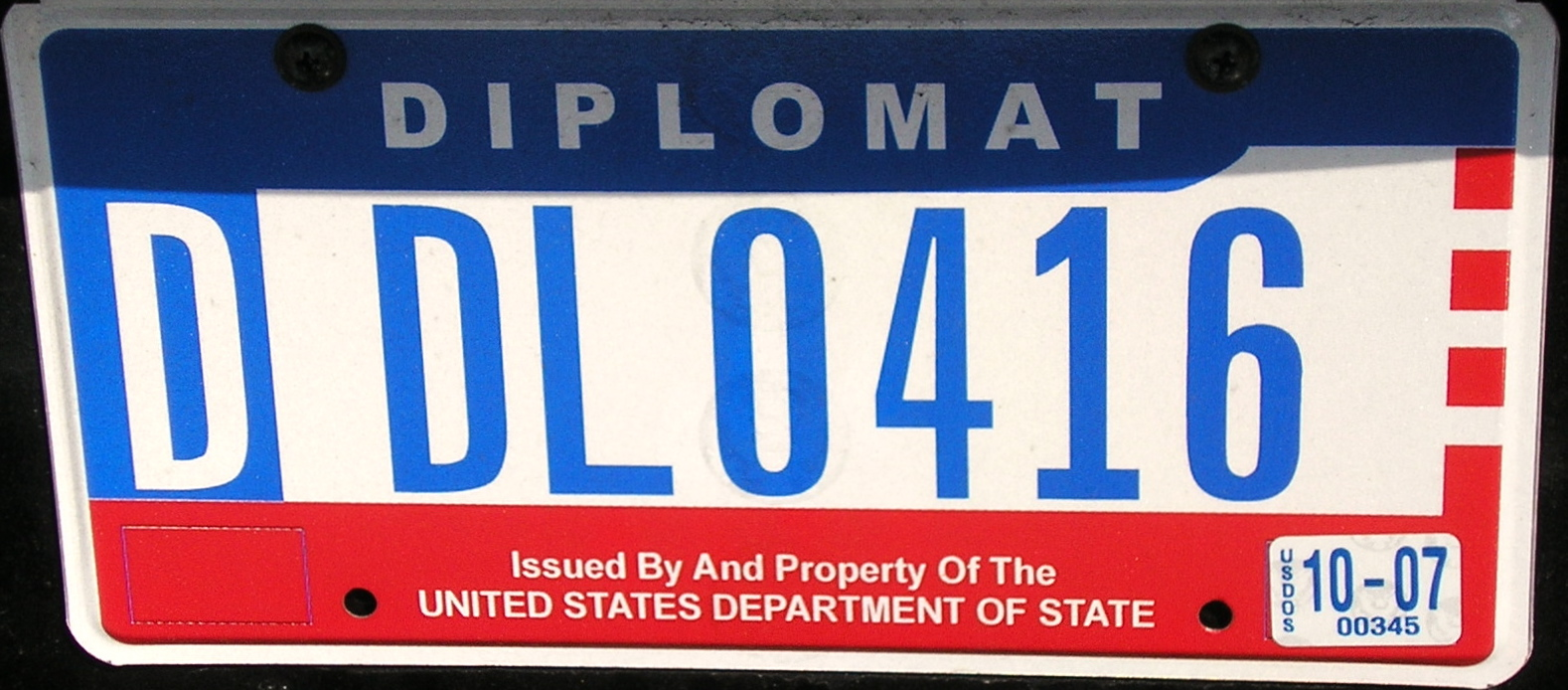
Registreringsskylt på en diplomatbil utfärdad av USA:s utrikesdepartement.

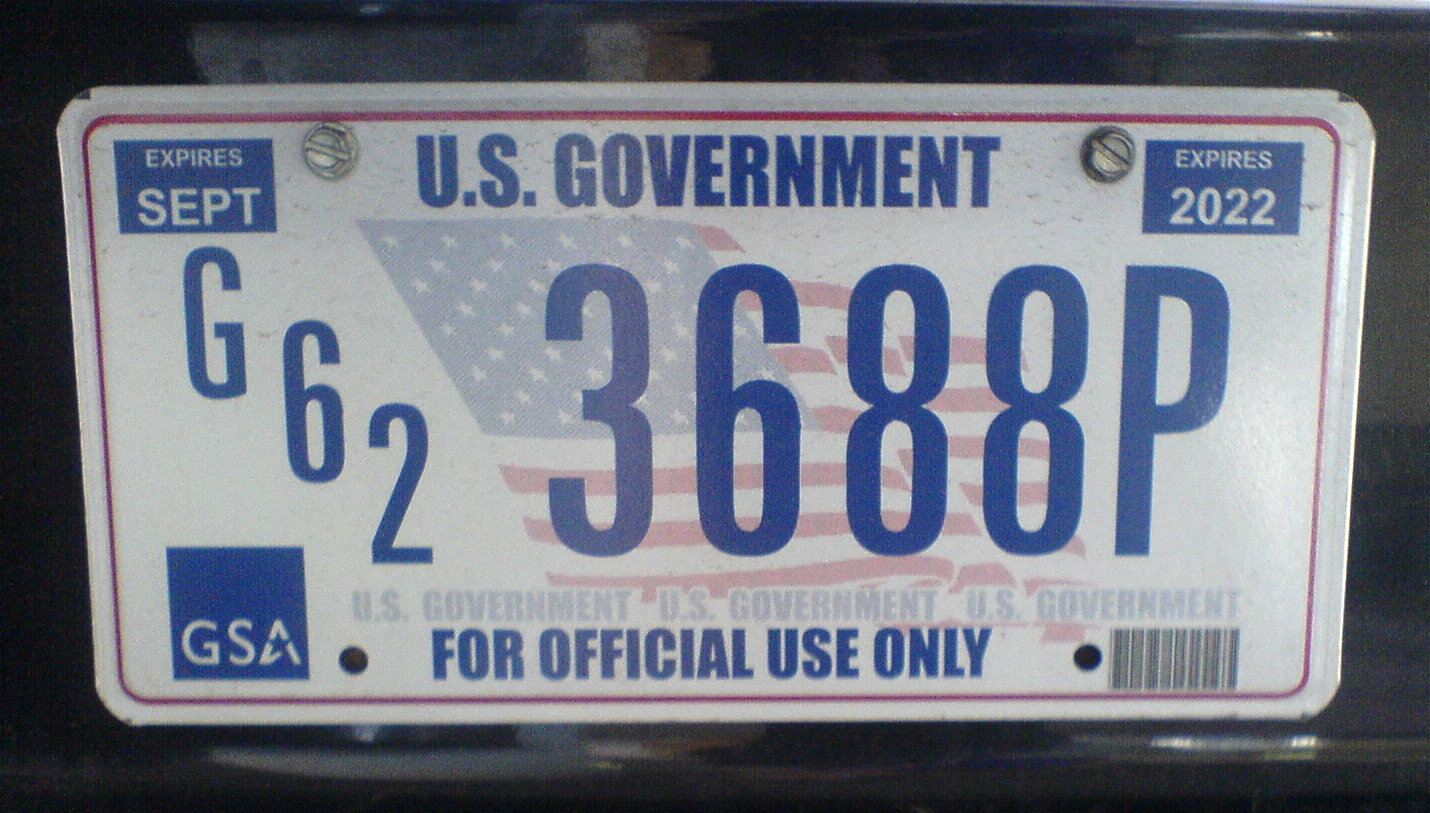
Registreringsskylt för ett federalt tjänstefordon utfärdad av General Services Administration.

Registreringsskyltar i USA tillhandahålls av delstaterna, förutom fordon som ägs av den federala statsmakten och utländska diplomatfordon, varav de senare skyltarna utfärdas av USA:s utrikesdepartement. 
I vissa fall har även USA:s indiannationer egna skyltar. Vissa delstater (till exempel Arizona) kräver inte registreringsskylt på fronten av personbilar.

## Format

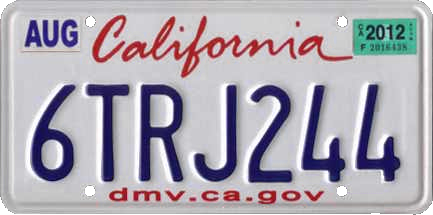
Regstreringsskylt från Kalifornien.

Generellt innehåller registreringsskyltarna symboler, färger eller slogans som associerar till den som utfärdat den, vanligen en delstats myndighet.
Registreringsnumren är utformade på ett sådant sätt att de gott och väl ska täcka utfärdarens behov med tanke på antal fordon som kan tänkas registreras där. Till exempel: Wyoming, den minsta delstaten sett till folkmängd, använder skyltar enligt följande: 12 3456 eller 12 345A, varav de två första siffrorna är 1-23 eller 99. Siffrorna 1-23 för delstatens 23 countyn och nummer 99 för hyrfordon. Rhode Island, den minsta delstaten sett till area, använder skyltar enligt följande: AB-123 och 12345, medan Kalifornien och vissa andra större delstater använder sju tecken: ABC1234 och 1ABC234.
Registreringsskyltar avsedda för annat än personbilar, såsom lastbilar och släpvagnar, kan ha ett annat format såsom 1A23456. I några stater anges fordonets hemmacounty eller fram till vilken månad registreringen gäller. Till exempel: i Massachusetts anger den sista siffran på registreringsskylten vilken månad registreringen upphör att gälla (CI 234A anger exempelvis att den upphör i april, den fjärde månaden). Några delstater anger på skylten i vilket county fordonet hör hemma. Exempel: i Indiana är formatet 12A2345, där de första siffrorna anger county.

### Några andra exempel för numrering av personbilar
- AB-123C (New Jersey under 1990-talet)
- ABC-12D (fr.o.m 1980 i New Jersey, och det format som fortfarande används)
- 1AB-234 (South Dakota)
- 1 A2345 (Idaho)
- 12 A3456 (Idaho)
- 12A B3456 (Idaho)
- 1A B2345 (Idaho)
- 1-A23456 (Montana)
- 12-A34567 (Montana)
- A12-3CD (Florida)
- 1AB-C23 (Maryland)
- 12A B34 (Massachusetts)
- 1234 AB (Massachusetts)
- A12-BCD (Texas)
- ABC-123 (Minnesota)

Registreringsskyltar numreras vanligen systematiskt med början på ex. AAA-000. I vissa fall används istället det omvända systemet, med en fallande ordning. Detta system infördes exempelvis i Virginia 1993, då man började använda sju tecken, detta för att det skulle bli alltför dyrt att byta ut alla registreringsskyltarna i delstaten.
Precis som i Sverige är vissa bokstavs- eller sifferkombinationer inte tillåtna på registreringsskyltar. Exempelvis används inte bokstäverna FUK, DIE och KKK, liksom sifferkombinationerna 911 (det amerikanska larmnumret) eller 666 (som enligt Uppenbarelseboken är Vilddjurets tal och anses symbolisera Djävulen).

## Kanada och Mexiko
Kanada och Mexiko har registreringsskyltar enligt samma principer och utseende som USA. De utfärdas av delstaterna utom för vissa federala myndigheters fordon. Skyltarna gäller i USA och USA:s skyltar gäller i Kanada och Mexiko.